# Bouchain
Bouchain é uma comuna francesa na região administrativa de Altos da França, no departamento do Norte. Estende-se por uma área de 12.39 km². Em 2010 a comuna tinha 3 979 habitantes (densidade: 321,1 hab./km²).